# Xblaster
XBlaster — многопользовательская онлайн-игра, или MMOG. Регистрация и процесс игры бесплатны, но можно покупать игровые предметы, не выигрывая их. Победитель German Game Developer Award 2006 в номинации «Лучшая браузерная онлайн-игра».
Игры больше не существует с 01.02.2014 из-за её неактуальности и непопулярности.

## Игровой мир
Прошли сотни лет, и вот человечество стоит на грани уничтожения… Для распределения ресурсов и выяснения того, кто же здесь лучший, были созданы фантастические боевые роботы и специальная арена, на которой ведутся бои до последней капли машинного масла.

## Персонажи
- Рейнджер

Нет тяжелого вооружения. Индивидуальное оружие — молния и лазерный меч. Специальная возможность — нитро-пакет, при активации которого происходит временное ускорение. Подвижный и маневренный робот, предназначенный для ведения ближнего боя.
- Защитник

Индивидуальное вооружение — лазер и импульсное орудие. Специальная возможность — генератор для создания кратковременного непробиваемого энергетического поля. Лучше всего подходит для ведения дальнего боя.
- Охотник

Индивидуальное вооружение — высокоскоростной пулемет и плазменная пушка. Специальное оружие — самонаводящаяся ракета. Рассчитан для ведения среднего боя.

## Описание игры
Всего оружия в Xblaster 13.7 из них- базовые для каждого меха и 6-особые которые есть только у определённых мехов (по 2 у каждого). За их покупку нужно платить не навыками, а кредитами. Помимо основного оружия в игре существуют особые виды стимуляторов, которые идентичны обычному оружию (их 3).2 из них можно достать только во время Счастливого Часа (Happy Hour). За их получение также придётся расплачиваться кредитами.
- Дисковая пила

(Базовое оружие)
Одно из трёх оружий в игре, с которыми игрок начинает свою карьеру. Лучше всего подходит для разбивания бочек и ящиков, а при необходимости - как оружие против врагов. Но, в отличие от других категорий орудий в игре, патроны для пилы бесплатны.
Общие данные:
- Радиус действия:1 из 4 (вплотную к противнику)
- Стоимость боеприпасов:бесплатно
- Урон (начальный):50 единиц
- Стоимость улучшения (начальная): 500 навыков/1 уровень (Впоследствии улучшения на каждый уровень снимается на 500 навыков больше)
- Магазин (начальный):70 единиц
- Стоимость увеличения магазина: 1 уровень (80 единиц)/300 кредитов (Впоследствии улучшения на каждый уровень снимается на 300 кредитов больше)
- Требования для получения:нет
- Пистолет

(Базовое оружие)
Одно из трёх оружий в игре,с которыми игрок начинает свою карьеру. Первое в игре широко применяемое оружие. У этого оружия достаточно большой магазин и дешёвые боеприпасы. Для премиум-игроков боеприпасы для пистолета бесплатны.
Общие данные:
- Радиус действия:4 из 4 (дальнобойное)
- Стоимость боеприпасов:106 кредитов/500 боеприпасов класса M (1590 навыков-класс S,159 кредитов-класс L)(Для премиум-игроков -бесплатно)
- Урон (начальный):42 единицы
- Стоимость улучшения (начальная): 100 навыков/1 уровень (Впоследствии улучшения на каждый уровень снимается на 100 навыков больше)
- Магазин (начальный):90 единиц
- Стоимость увеличения магазина: 1 уровень (120 единиц)/300 кредитов (Впоследствии улучшения на каждый уровень снимается на 300 кредитов больше)
- Требования для получения:нет

- Гранатомёт

(Базовое оружие)
Одно из трёх оружий в игре, с которыми игрок начинает свою карьеру. Первое в игре оружие для дальнего боя. Особенностью этого оружия является то, что снаряды этого оружия летят не по прямой, а по кривой траектории, а также то, что снаряды этого оружия разрываются через 3 секунды после выпуска из ружья и создают при этом небольшую взрывную волну. Противник получит повреждения в том случае, если он находился там, где разорвалась эта граната. Поэтому на начальных уровнях нужно приспосабливаться к особенностям этого оружия. Но снаряды этого оружия могут проходить сквозь стены, так что с ними можно сражаться с противником, который за этой стеной спрятался.
Общие данные:
- Радиус действия:4 из 4 (дальнобойное)
- Стоимость боеприпасов:105 кредитов/200 боеприпасов класса M (1575 навыков-класс S,157 кредитов-класс L)
- Урон (начальный):80 единиц
- Стоимость улучшения (начальная): 300 навыков/1 уровень (Впоследствии улучшения на каждый уровень снимается на 300 навыков больше)
- Магазин (начальный):20 единиц
- Стоимость увеличения магазина: 1 уровень (27 единиц)/500 кредитов (Впоследствии улучшения на каждый уровень снимается на 500 кредитов больше)
- Требования для получения:нет

## Джекпот
В игре существует призовая система Джекпот. Приз разыгрывается между игроками каждый месяц: в течение месяца игроки собирают специальные бонусы — Джекпот-евро (их можно накопить до суммы в 10.000 Евро), а затем, во второе воскресенье месяца, проводится специальная Джекпот-битва, победитель которой получает накопленную им сумму Джекпота.

## Статьи об игре
- CNews (рус.)
- gdynamite.de (нем.)